# Milpitas
Milpitas é uma cidade localizada no estado americano da Califórnia, no Condado de Santa Clara. Foi incorporada em 26 de janeiro de 1954.

## Geografia
De acordo com o United States Census Bureau, a cidade tem uma área de 35,3 km², onde 35,2 km² estão cobertos por terra e 0,1 km² por água.

### Localidades na vizinhança
O diagrama seguinte representa as localidades num raio de 16 km ao redor de Milpitas.

## Demografia
Segundo o censo nacional de 2010, a sua população é de 66 790 habitantes e sua densidade populacional é de 1 897,55 hab/km². Possui 19 806 residências, que resulta em uma densidade de 562,70 residências/km².